# とまり木
「とまり木」（とまりぎ）は、1980年1月1日に発売された小林幸子の29枚目のシングル。

## 解説
シングルでは「おもいで酒」に次ぐ58.2万枚のセールスを記録した。発売して1か月余りで前作「おもいで酒」と入れ替わるようにオリコンのトップ10に初登場した。8週目には4位まで上昇し、1980年の年間第13位となった。
TBS『ザ・ベストテン』でも「おもいで酒」に引き続いての出演を果たし、10位以内に通算7週、20位以内には合計17週間ランクインした。
荘学忠によって「默默祝福你」のタイトルで北京語でカバーされ、マレーシアで広く愛されている。

## 収録曲
1. とまり木 (3分21秒)
作詞・作曲：たきのえいじ、編曲：薗広昭
2. わかれの港 (3分48秒)
作詞：高田直和、作曲：梅谷忠洋、編曲：馬飼野俊一